# Spirit Indestructible
"Spirit Indestructible" é uma canção da cantora e compositora canadense Nelly Furtado, gravada para o seu quinto álbum de estúdio de mesmo nome. Foi escrita pela própria artista, com auxílio na composição e na produção por Rodney Jerkins. Lançada como segundo single do disco, foi disponibilizada na iTunes Store a 30 de Julho de 2012 em maior parte dos países, como Austrália, Brasil e Portugal.

## Precedentes e lançamento
No dia 15 de maio de 2012, Nelly confirmou que single sucessor de "Big Hoops (Bigger the Better)" se chamaria "The Spirit Indestructible", homônimo ao álbum. A faixa foi disponibilizada para download na internet no dia 2 de julho de 2012, lançada no site oficial da cantora, descartando o "The" do título da canção, somente sob o nome "Spirit Indestructible". A canção foi lançada via download digital na Europa dia 31 de julho de 2012, na Alemanha no dia 3 de agosto de 2012 e nos Estados Unidos da América e Canadá no dia 14 de agosto de 2012.

## Composição
Em uma entrevista, Nelly esclareceu que "Spirit Indestructible" foi escrita como uma espécie de tributo à humanidade. E é aberta pelas linhas "Through my one square foot window, I can see outside / I have chains on my feet, but not in my mind."  É considerada uma canção de auto-estima.
Nelly Furtado disse que sua maior inspiração para escrever a canção foi Spencer West, um homem que escalava montanhas usando apenas as duas mãos, por possuir as duas pernas amputadas aos cinco anos de idade. Spencer também protagoniza o vídeo com a letra da canção.
| “ | “Compus esta canção em homenagem à humanidade, já que acredito que somos todos capazes de vencer qualquer obstáculo que a vida imponha. O espírito indestrutível está em todos nós. Pessoas como Spencer me provaram isso“ | ” |

## Lista de faixas
| Download digital |                                           |                               |         |  |
| N.º              | Título                                    | Compositor(es)                | Duração |  |
| 1.               | "Spirit Indestructible (edição de rádio)" | Nelly Furtado, Rodney Jerkins | 3:34    |  |
| 2.               | "Spirit Indestructible (versão acústica)" | Nelly Furtado, Rodney Jerkins | 3:55    |  |
| 3.               | "Spirit Indestructible (videoclipe)"      | Nelly Furtado, Rodney Jerkins | 4:04    |  |

| CD Single |                                           |         |  |
| N.º       | Título                                    | Duração |  |
| 1.        | "Spirit Indestructible (edição de rádio)" | 3:34    |  |
| 2.        | "Spirit Indestructible (versão acústica)" | 3:55    |  |

## Performances ao vivo
Nelly Furtado apresentou a canção em Paris no início de julho de 2012.

## Videoclipe

### Lançamento
No dia 5 de julho de 2012, a cantora postou em seu site oficial o vídeo com a letra da música. O vídeo retrata a trajetória de Spencer West, um homem que usando somente suas mãos, escalava o Monte Kilimanjaro, já que teve de amputar suas pernas aos cinco anos de idade.
O vídeo musical oficial produzido para a canção foi lançado no dia 18 de julho de 2012, na conta oficial da cantora no YouTube e no VEVO, contando com a direção de Aaron A, que já havia trabalhado com a cantora no clipe de "Do It" e "Bajo Otra Luz". O vídeo foi gravado na Grouse Mountain, montanha situada no estado da Colúmbia Britânica, no Canadá.

### Sinopse
No início do vídeo, mostra-se Nelly performando uma balada ao som de apenas um piano, tocado por uma criança. Nelly utiliza de alta maquiagem e figurino bastante colorido. A medida que altera-se o ritmo da canção, tomando uma batida mais eletrônica, mostra-se Nelly em uma montanha coberta por gelo e sozinha no local. As imagens alternam entre Nelly na montanha, e a mesma em uma praia, com dançarinos com trajes peculiares.
Quando se apresentam os hooks "A-E-I-O-U", as imagens alternam-se mostrando Nelly com uma jaqueta que possui "Spirit Indestructible" sobre suas costas. Aproximando-se o final do vídeo, mostra-se Nelly com várias pessoas na praia, tocando pandeiros e tambores, em sinal de festa. O vídeo termina quando Nelly é transformada em pó que posteriormente é levado pelo vento.

## Desempenho nas paradas musicais
| Parada (2012)                      | Melhor posição |
| ---------------------------------- | -------------- |
| Alemanha (Media Control Charts)    | 23             |
| Áustria (Ö3 Austria Top 75)        | 41             |
| Bélgica (Ultratip Flanders)        | 75             |
| Coreia do Sul (Gaon Singles Chart) | 72             |
| Croácia (Airplay Radio Chart)      | 96             |
| Eslováquia (IFPI)                  | 30             |
| Japão (Japan Hot 100)              | 79             |
| Suíça (Swiss Music Charts)         | 32             |

## Histórico de lançamento
| País           | Data                 | Formato(s)                  | Editora discográfica    |
| -------------- | -------------------- | --------------------------- | ----------------------- |
| Austrália      | 30 de Julho de 2012  | Descarga digital            | Interscope/Mosley Music |
| Brasil         | 30 de Julho de 2012  | Descarga digital            | Interscope/Mosley Music |
| França         | 30 de Julho de 2012  | Descarga digital            | Interscope/Mosley Music |
| Portugal       | 30 de Julho de 2012  | Descarga digital            | Interscope/Mosley Music |
| Alemanha       | 3 de Agosto de 2012  | Descarga digital, CD single | Interscope/Mosley Music |
| Estados Unidos | 14 de Agosto de 2012 | Descarga digital            | Interscope/Mosley Music |